# Amy Adams
|  | Aquest article tracta sobre l'actriu. Vegeu-ne altres significats a «Amy Adams (política)». |

Amy Lou Adams (Aviano, Itàlia, 20 d'agost de 1974) és una actriu de cinema estatunidenca.
El 2014, es veié inclosa entre les 100 persones més influents del món pel setmanari Time i també figurà a la llista de les 100 Celebritats de la revista estatunidenca Forbes.

## Família i estudis
Filla de pares estatunidencs, el seu naixement fora dels Estats Units es produí a conseqüència de la carrera del seu pare, militar destacat a Itàlia. Nasqué en una base militar, malgrat que després es crià junt amb els seus sis germans en el si de la família a Castle Rock (Colorado), la qual va abandonar la religió mormona quan ella tenia onze anys a causa del divorci dels pares.
Va quedar embarassada de la seva filla durant el rodatge de The Fighter el 2010 i va tornar a la interpretació el 2012 amb On the Road.

## Filmografia
- 1999: Drop dead gorgeous, de Michael Patrick Jahn
- 2000: Psycho Beach Party, de Robert Lee King
- 2000: The Chromiun Hook, de James Stanger
- 2000: Intencions cruels 2, de Rogers Kumble
- 2002: The Slaughter Rule, d'Alex Smith i Andrew J. Smith
- 2002: Pumpkin, d'Anthony Adams i Adam Larson Broker
- 2002: Serving Sara, de Reginald Hudlin
- 2002: Catch Me If You Can, de Steven Spielberg
- 2004: L'última festa (The Last Run), de Jonathan Segal
- 2005: The wedding date, de Claire Kilner
- 2005: Junebug, de Phil Morrison
- 2005: Standing Still, de Matthew Cole Weiss
- 2006: Moonlight Serenade, de Giancarlo Tallarico
- 2006: Talladega Nights: the Ballad of Ricky Bobbyk, d'Adam McKay
- 2006: Tenacious D in the Pick of Destiny, de Liam Lynch
- 2006: Fast Track, de Jesse Peretz
- 2007: Underdog, de Frederick Du Chau (només la veu)
- 2007: Enchanted, de Kevin Lima
- 2007: Charlie Wilson's War, de Mike Nichols
- 2008: Un gran dia per a elles, de Bharat Nayuri
- 2008: Doubt, de John Patrick Shanley
- 2008: Neteges Sunshine, de Christine Jeffs
- 2009: Night at the Museum: Battle of the Smithsonian, de Shawn Levy
- 2009: Julie i Julia, de Nora Ephron
- 2010: Havies de ser tu, d'Anand Tucker
- 2010: The Fighter, de David O. Russell
- 2011: The Muppets, de James Bobin
- 2012: On the Road, de Walter Salles
- 2012: The Master, de Paul Thomas Anderson
- 2012: Trouble with the Curve, de Robert Lorenz
- 2013: L'home d'acer, de Zack Snyder
- 2013: Her de Spike Jonze
- 2013: American Hustle de David O. Russell
- 2014: Big Eyes de Tim Burton
- 2016: Arrival de Denis Villeneuve
- 2016: Batman contra Superman: L'alba de la justícia, de Zack Snyder
- 2016: Nocturnal Animals de Tom Ford
- 2017: Justice League de Zack Snyder
- 2018: Sharp Objects de Jean-Marc Vallée sèrie de televisió
- 2018: El vici del poder d'Adam McKay
- 2020: Hillbilly Elegy de Ron Howard
- 2021: Zack Snyder's Justice League de Zack Snyder
- 2021: The Woman in the Window de Joe Wright
- 2021: Estimat Evan Hansen de Stephen Chbosky

## Premis i nominacions

### Premis Oscar
| Any  | Categoria                | Pel·lícula      | Resultat |
| ---- | ------------------------ | --------------- | -------- |
| 2014 | Millor actriu            | American Hustle | Nominada |
| 2013 | Millor actriu secundària | The Master      | Nominada |
| 2011 | Millor actriu secundària | The Fighter     | Nominada |
| 2009 | Millor actriu secundària | Doubt           | Nominada |
| 2006 | Millor actriu secundària | Junebug         | Nominada |

### Globus d'Or
| Any  | Categoria                      | Pel·lícula      | Resultat   |
| ---- | ------------------------------ | --------------- | ---------- |
| 2017 | Millor actriu dramàtica        | Arrival         | Nominada   |
| 2015 | Millor actriu musical o còmica | Big Eyes        | Guanyadora |
| 2014 | Millor actriu musical o còmica | American Hustle | Guanyadora |
| 2013 | Millor actriu secundària       | The Master      | Nominada   |
| 2011 | Millor actriu secundària       | The Fighter     | Nominada   |
| 2009 | Millor actriu secundària       | Doubt           | Nominada   |
| 2008 | Millor actriu musical o còmica | Enchanted       | Nominada   |

### Premis BAFTA
| Any  | Categoria                | Pel·lícula      | Resultat |
| ---- | ------------------------ | --------------- | -------- |
| 2017 | Millor actriu            | Arrival         | Nominada |
| 2015 | Millor actriu            | Big Eyes        | Nominada |
| 2014 | Millor actriu            | American Hustle | Nominada |
| 2013 | Millor actriu secundària | The Master      | Nominada |
| 2011 | Millor actriu secundària | The Fighter     | Nominada |
| 2009 | Millor actriu secundària | Doubt           | Nominada |